# Ophion flavidus
Ophion flavidus là một loài tò vò trong họ Ichneumonidae.